# Bánovce nad Bebravou
Bánovce nad Bebravou (in ungherese: Bán, in tedesco: Banowitz) è una città della Slovacchia, capoluogo del distretto omonimo, nella regione di Trenčín.